# Christina Liebherr
Christina Liebherr (n. 16 martie 1979, Bulle⁠(d), cantonul Fribourg, Elveția) este o sportivă ce a reprezentat Elveția, medaliată olimpică. A participat la 2 ediții ale Jocurilor Olimpice (2004, 2008) în care a câștigat o medalie de bronz.